# 李成文
李成文（1955年2月—），中华人民共和国政治人物、外交官。

## 生平
1982年后，曾在中国驻阿拉伯埃及共和国大使馆、外交部亚非司、中国驻突尼斯共和国大使馆、中国驻阿曼苏丹国大使馆、外交部干部司、中国驻以色列国大使馆、中国驻约旦哈希姆王国大使馆工作。2007年，任中华人民共和国驻苏丹大使。2011年，接替杨洪林担任中华人民共和国驻沙特大使。2016年6月，卸任中国驻沙特阿拉伯王国大使职务。2016年7月，任外交部“中阿合作论坛事务大使”。2022年，卸任外交部中阿合作论坛事务大使职务。